# James Earl Jones
James Earl Jones (født 17. januar 1931, død 9. september 2024 i Dutchess County, New York) var en amerikansk skuespiller, der nok er bedst kendt for at lægge stemme til den voksne Darth Vader i filmserien Star Wars.
Han medvirkede i Dr. Strangelove i 1964 og lagde stemme til Mufasa i den engelske version af Løvernes Konge

## Priser og nomineringer
James Earl Jones blev i 1971 nomineret til en Oscar for bedste mandlige hovedrolle i filmen The Great White Hope, en rolle han modtog en Golden Globe Award for. Den 12. november 2011 modtog han en æres-Oscar.

## Udvalgt filmografi
- Dr. Strangelove (1964)
- Stjernekrigen (1977)
- The Empire Strikes Back (1980)
- Conan the Barbarian (1982)
- Return of the Jedi (1983)
- Coming to America (1988)
- Field of Dreams (1989)
- Jagten på Røde Oktober (1990)
- Patrioternes Spil (1992)
- Dødens Karteller (en) (1994)
- Løvernes Konge (1994)
- Fantasia 2000 (1999)
- Revenge of the Sith (2005)
- The Benchwarmers (2006)
- Welcome Home, Roscoe Jenkins (2008)
- Løvernes Konge (2019)